# Afjet Afyonspor
El Afjet Afyonspor es un equipo de fútbol de Turquía que juega en la TFF Segunda División, la tercera categoría de fútbol en el país.

## Historia
Fue fundado en el año 2013 en la ciudad de Afyonkarahisar y empezó en la Bölgesel Amatör Lig, la quinta división nacional y de categoría aficionada.
En su primera temporada logra el ascenso a la cuarta división nacional, donde obtuvo el título de la categoría en su primer año y consigue el ascenso a la tercera división nacional. Tras otro ascenso en la temporada 2016/17 vuelve a lograr ascender de la TFF Segunda División en a ronda de playoff y asciende a la segunda división nacional.

## Palmarés
- TFF Tercera División: 1

2016/17
- Bölgesel Amatör Lig: 1

2015/16

## Jugadores

### Jugadores destacados
- Renato Arapi